# Mafrune
Valdemaras Mafrune (también conocido por Mafrune Povedilla Pi) es un personaje de ficción creado por Juan Carlos Ramis en 1985 y desarrollado luego por él y Joaquín Cera para varias publicaciones españolas.

## Trayectoria editorial
Mafrune apareció por primera vez dentro de la serie Dirty Pig, de la revista Humor a Tope en 1985. 
Sin embargo, se hizo conocido a partir de que su creador Juan Carlos Ramis lo comenzara a utilizar como personaje secundario en muchas de sus series cuando trabajaba en Ediciones B. Pronto su compañero de editorial y amigo Joaquín Cera comenzaría a utilizar también a Mafrune como secundario recurrente, con un rol que cambiaba de una historieta a otra. Así, el estrafalario personaje podía ser en una historieta de Pafman un enemigo y en otra el jefe de policía, al tiempo que en las historietas de Sporty podía ser desde un enemigo del protagonista a su maestro de escuela. Sin embargo, al final se estableció como el padre de Renata.O en Dr. Pacostein ser el jefe de la clínica médica donde trabaja y padre de la Señorita Fefis. Tampoco era raro ver más de un "Mafrune" en la misma viñeta. 
Su uso en las series de estos dos autores fue sistemático, apareciendo incluso en la serie muda Los Xunguis o en la sección El Rollo del día del TBO. Mafrune incluso llegó a protagonizar algunas páginas temáticas de las revistas de Ediciones B durante los años 90. También aparecía en las revistas Super Mortadelo y Mortadelo Extra en la sección de pasatiempos  "Passa del Tiempo".
Tras el fin de la publicación de Sporty y Dr.Pacostein, el último papel de Mafrune fue el de comisario de la ficticia ciudad de Logroño City en los cómics de Pafman.

## Características
Físicamente, Mafrune es un hombre calvo y de baja estatura, con bigote y grandes gafas. En su diseño más emblemático, viste con ropa interior y zapatillas de andar por casa y lleva un bazooka en la espalda. Un gag recurrente del personaje es ver cómo las patillas de sus gafas van alargándose viñeta tras viñeta, llegando a salir de la misma o a interactuar con personajes de fondo. En la mayoría de las ocasiones sufría de diarreas que le hacían tener que utilizar en contadas ocasiones el retrete.
Su verdadero nombre es Mafrune Povedilla Pi, revelado en la historieta de Pafman " El asesino de personajes " en la que muestra su D.N.I. en un gag en el que decía que de tanto repetir su nombre este se gastaba.

## Homenajes
El autor del webcómic ¡Eh, tío! y guionista de la revista El Jueves, Sergio Sánchez Morán, llama a un pingüino que actúa como gag recurrente en su cómic con el nombre Mafrune en un homenaje al personaje original.

## Apariciones en cómics
- Dirty Pig
- Sporty
- Los Xunguis
- TBO
- Pafman
- Dr Pacostein
- Zipi y Zape (la versión dibujada por Ramis y Cera tras la muerte de Escobar).